# Marazzi Group
Pour les articles homonymes, voir Marazzi.
Marazzi Group SpA est une holding qui regroupe l'ensemble des participations du groupe italien Marazzi dans le secteur des revêtements carrelage. Marazzi Group est le premier fabricant mondial de carrelages et revêtements céramiques,.
Depuis 1970 le Groupe Marazzi qui a racheté de nombreux fabricants concurrents est une multinationale qui compte plus de 6 500 salariés et qui au 31 décembre 2006 a réalisé un chiffre d'affaires consolidé au de 973 millions d'euros,. 
Présent sur le marché de la construction depuis 1934, Marazzi dispose de 14 500 points de vente dans 130 pays.  

## Histoire
Marazzi Ceramiche voit le jour en 1934 à Sassuolo, dans la province de Modène, quand Filippo Marazzi implante une fabrique de ceramique dans une région connue depuis le XVIIe siècle pour son activité dans la fabrication artisanale de produits en terre cuite.
Après la Seconde Guerre mondiale, pour répondre à l'effort de reconstruction la société renforce ses moyens de production.
Au cours des années 1950, Pietro Marazzi modernise l'outil de production en mettant en œuvre le processus de mécanisation et la recherche de solutions esthétiques innovantes. 
C'est au cours des années 1970 que Marazzi brevette le procédé de «  monocuisson » qui deviendra le processus de fabrication le plus répandu.
Dans les années 1980, Filippo qui succède à son père commence le processus de développement international et de diversification des produits et crée les sociétés Marazzi Iberia à Castellón de la Plana en Espagne et American Marazzi Tile à Dallas, au Texas. En 1989 Marazzi achète  le second fabricant italien du secteur Sté Ceramiche Ragno SpA et innove avec  l’introduction du système de production «  Firestream ». 
Dans les années 1990, Marazzi renforce sa position par d’importantes acquisitions : Penarroya en Espagne, Hatria Sanitari en Italie, France Ceram et France Alfa en France et Monarch Tile aux États-Unis.
Au cours des années 2000, Marazzi s'intéresse aux pays de l’Est avec l’acquisition d’un gisement d’argiles en Ukraine et la construction d’une usine à Moscou, puis achète en 2005 le groupe russe Welor – Kerama,.
Marazzi aborde le marché chinois avec la constitution de la Business Unit Chine et en 2010, Marazzi fait breveter le grès cristallisé.

## La composition de l’actionnariat
Marazzi Group est contrôlé à 100 % par la holding italienne Fintiles SpA. Aucune des sociétés du groupe n'est cotée en bourse. Le Président du groupe est Filippo Marazzi, l'Administrateur Délégué est M. Maurizio Piglione